# Svilengrad (obchtina)
La commune de Svilengrad (en bulgare Община Свиленград - Obchtina Svilengrad) est située dans le sud de la Bulgarie.

## Géographie
La commune de Svilengrad est située dans le sud de la Bulgarie, le long de la frontière avec la Grèce et la Turquie, à 285 km au sud-est de la capitale Sofia.
Son chef lieu est la ville de Svilengrad et elle fait partie de la région administrative de Khaskovo.
| 1975   | 1985   | 1992   | 2001   | 2005 | 2010   |
| ------ | ------ | ------ | ------ | ---- | ------ |
| 26 996 | 27 153 | 26 704 | 25 375 | -    | 23 867 |

,

## Histoire
Les terres riches et arrosées par la Maritsa, les collines élevées, la route naturelle entre l'Asie mineure et l'Europe ont fourni un cadre naturel propice à l'établissement humain dès la Préhistoire. Les fouilles archéologiques ont révélé des habitats datant du néolithique (-6000 à -4000), du Chalcolithique (-4000 à -2700) et de l'Âge du bronze (-2700 à -900).
La région fut habitée par les Thraces et fit partie du cœur du Royaume des Odryses. Celui-ci passa sous l'autorité du Royaume de Macédoine, de -343/-342 à la fin du IIIe siècle av. J.-C., tout en conservant, une partie du temps, ses propres roi. À partir du milieu du IIe siècle av. J.-C., la région passa progressivement sous influence romaine et fut intégrée, en l'an 46, à l'Empire romain, au sein de la province de Thrace. La commune actuelle comporte de nombreux vestiges datant de cette période : les stations de Ramis et Bourdipta situées jadis le long de la Via Militaris, forteresse de Matotchina, forteresse de Hissarlaka - sur la colline de même nom - et village de Bourdenis situé à proximité.
Après le passage de nombreux peuples barbares pendant les Grandes invasions, les Slaves s'installent dans la région. Mais celle-ci reste, pendant tout le Haut Moyen Âge, dans l'Empire byzantin. Elle fait brièvement partie du Premier État bulgare sous le règne de Siméon Ier de Bulgarie. Le tsar Kaloyan inflige, en 1205, près de Svilengrad, la première défaite importante que subit l'armée de l'Empire latin de Constantinople. La région passe, à nouveau, sous domination bulgare, sous le règne d'Ivan Assen II. Perdue au profit de l'Empire byzantin, elle est reprise par Théodore Svetoslav.
La région de Svilengrad est conquise, en 1373, par l'Empire ottoman. Il est fait mention du village de Kinékli, "situé sur la route la plus courte de Constantinople pour l'Europe. En 1529 est construit un pont sur la Maritsa ; autour de celui-ci apparaît la localité de Moustafa Pacha (actuelle Svilengrad), qui se transforme en ville au cours de la seconde moitié du XVIe siècle. Lors de la Guerre russo-turque de 1877-1878, les armées russes commandées par le général Alexandre Stroukov pénètrent dans la ville le 8 janvier 1878. Intégrée au nouvel État bulgare, par le Traité de San Stefano (1878), la région est finalement laissée sous domination ottomane, par le Traité de Berlin de 1878.
Pendant la Première Guerre balkanique, la ville de Svilengrad est prise par l'armée bulgare, le 5 octobre 1912 et intégrée au Royaume de Bulgarie à la suite du Traité de Londres (1913) et du Traité de Constantinople (1913). À la suite de la Première Guerre mondiale, le Traité de Neuilly permit à la Bulgarie de gagner la région située au sud et à l'est de Svilengrad, jusqu'à l'actuelle frontière avec la Turquie.

## Administration

### Structure administrative
La commune compte 1 ville et 23 villages :
| - ville de Svilengrad - village de Chtit - village de Dérvichka moguila - village de Dimitrovtché - village de Guénéralovo | - village de Kapitan Andréévo - village de Kostour - village de Lévka - village de Lissovo - village de Matotchina | - village de Mézék - village de Mikhalitch - village de Mladinovo - village de Momkovo - village de Moustrak | - village de Pachovo - village de Pastrogor - village de Raïkova moguila - village de Ravna gora - village de Siva réka | - village de Sladoun - village de Tchérnodab - village de Varnik |

### Jumelages
La commune de Svilengrad  est jumelée avec les communes suivantes :
- Soufli (Grèce).

En outre, elle a conclu des protocoles de coopération avec les collectivités territoriales suivantes :
- Weferlingen (Allemagne)
- Lefortovo (Russie)
- Uzunköprü (Turquie)
- Zeytinburnu (Turquie)

## Économie
Deux-tiers de la superficie de la commune sont consacrés à l'agriculture, qui fournit de nombreux emplois, bien qu'ils soient peu qualifiés et peu rémunérés. Le relief varié (plaine, collines plus ou moins élevées), le sol riche dans la plaine, la présence de rivières et le meilleur ensoleillement dans le pays, fournissent un cadre naturel propice au développement d'activités variées : fruits, légumes, céréales, vigne, tabac (6/7 Oriental, 1/7 Virginia, élevage.
La commune de Svilengrad dispose d'une localisation stratégique. Elle est traversée par deux axes de transport majeurs :
- la Route européenne 80, qui relie la Turquie, via la Bulgarie et la Serbie, à l'Europe centrale, septentrionale et méridionale ;
- la ligne de chemin de fer qui relie Istanbul au centre et au nord de l'Europe, empruntée, notamment, par l'Orient-Express.

En outre, Svilengrad est la ville la plus proche de la frontière entre la Bulgarie et la Turquie.
Le taux de chômage dans la commune a connu un net reflux dans les années 2000.
| Année | 2000 | 2005 | 2010 |
| %     | 14,6 | 8,58 | -    |

## Galerie

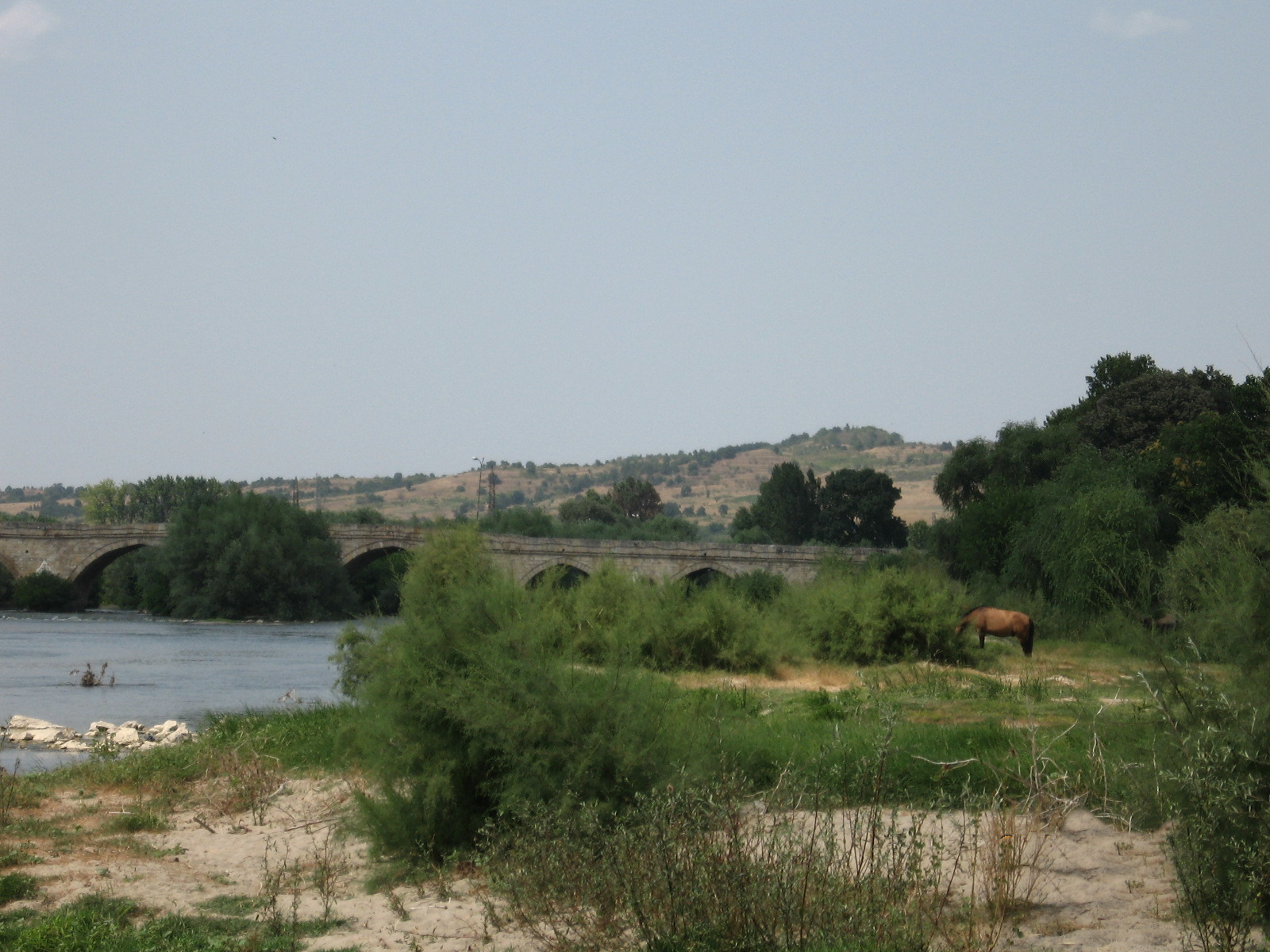
Vieux pont sur la Marica près de Svilengrad
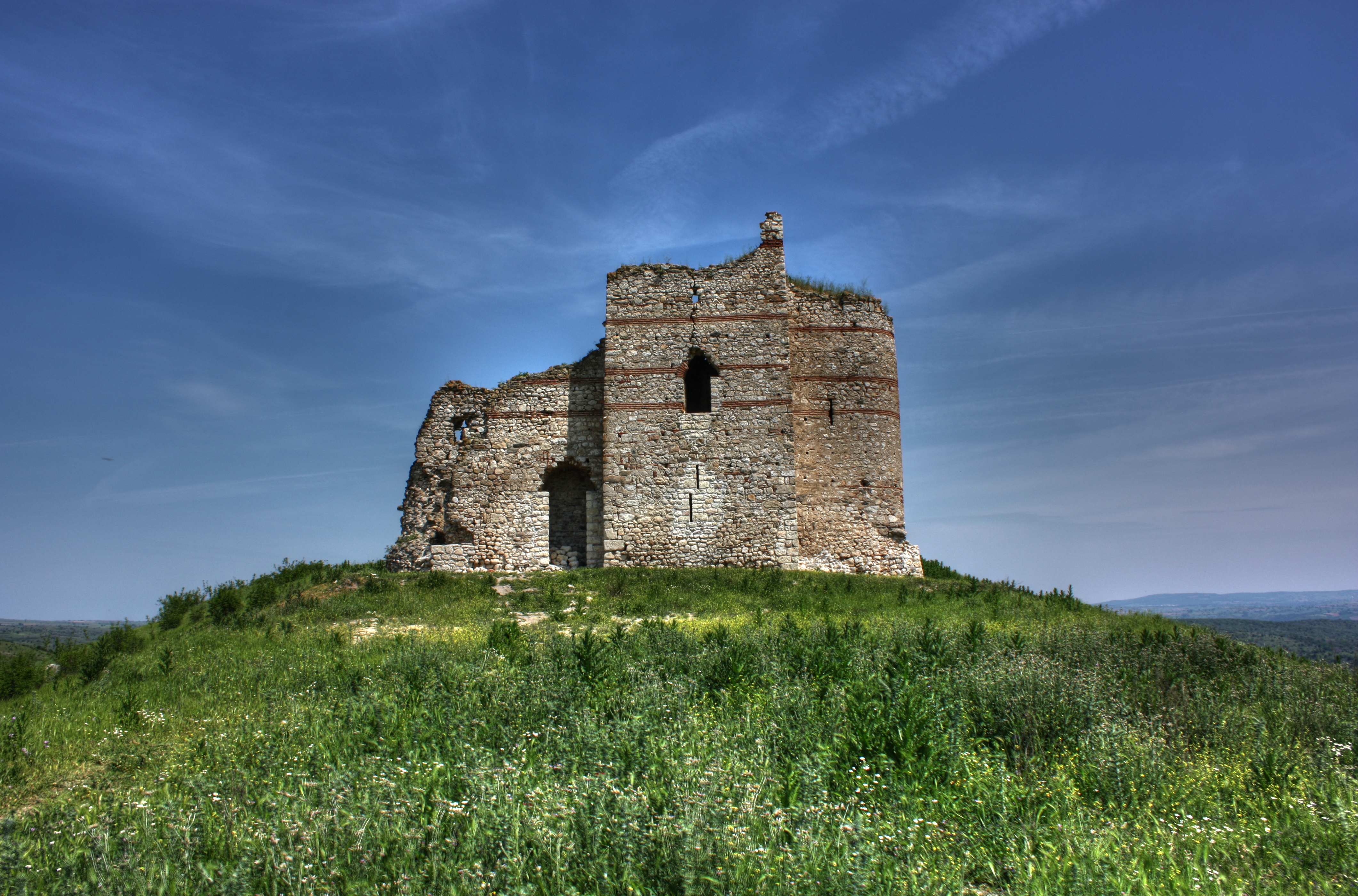
Ruine du château de Matotchina
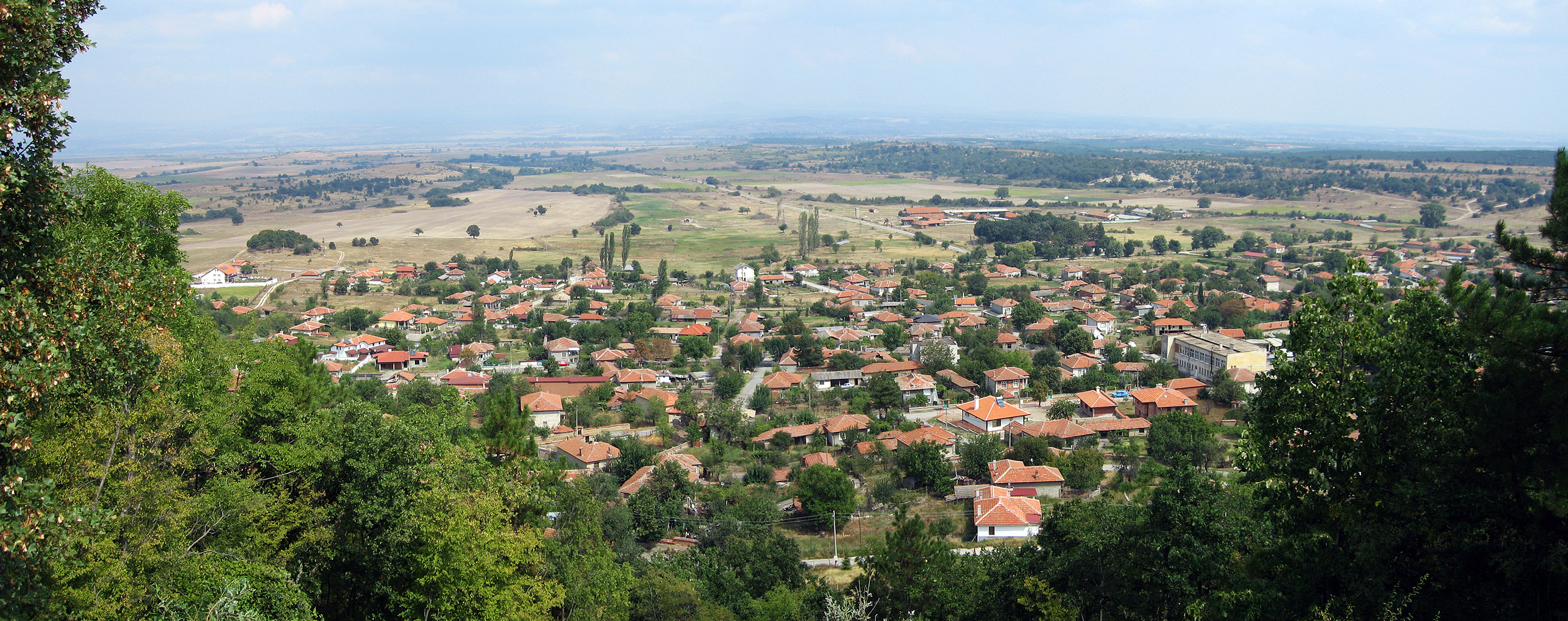
Le village de Mézék
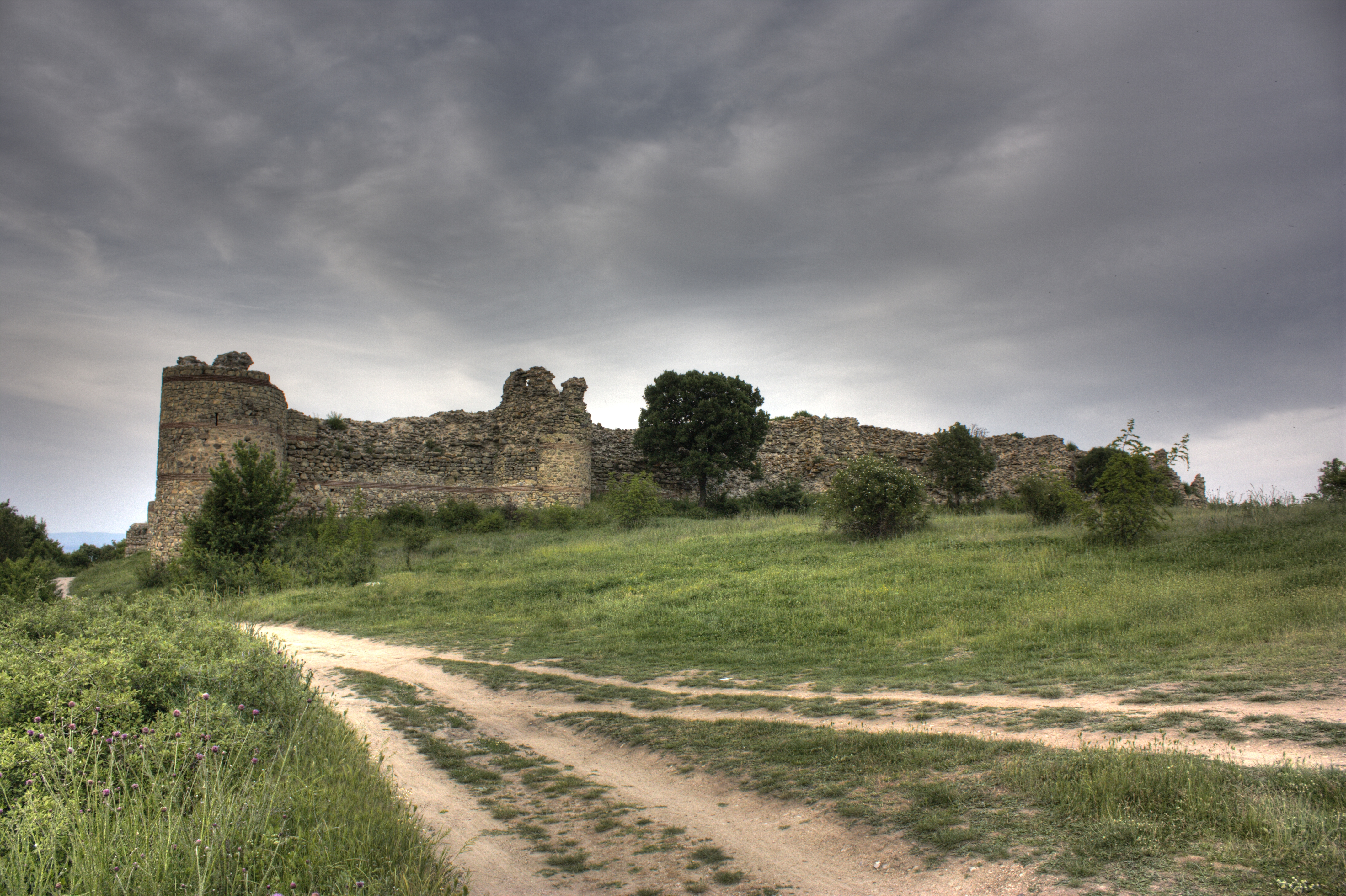
Ruines de la forteresse de Mézék
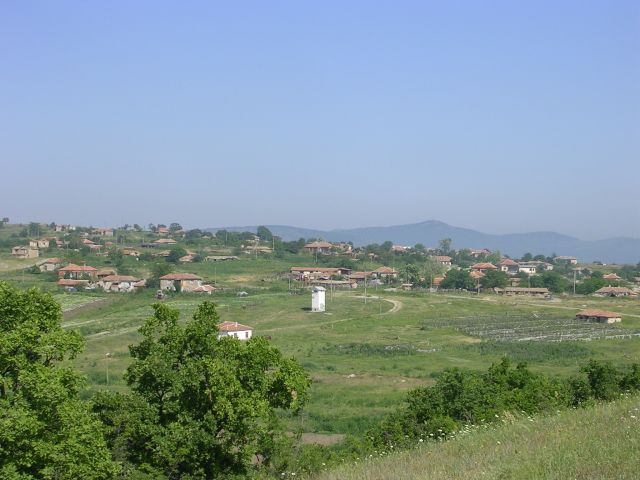
Le village de Mikhalitch